# Apothripa vailima
Apothripa vailima är en fjärilsart som beskrevs av Willie Horace Thomas Tams 1935. Apothripa vailima ingår i släktet Apothripa och familjen trågspinnare. Inga underarter finns listade i Catalogue of Life.